# Ferenc Bene
Pour les articles homonymes, voir Bene (homonymie).

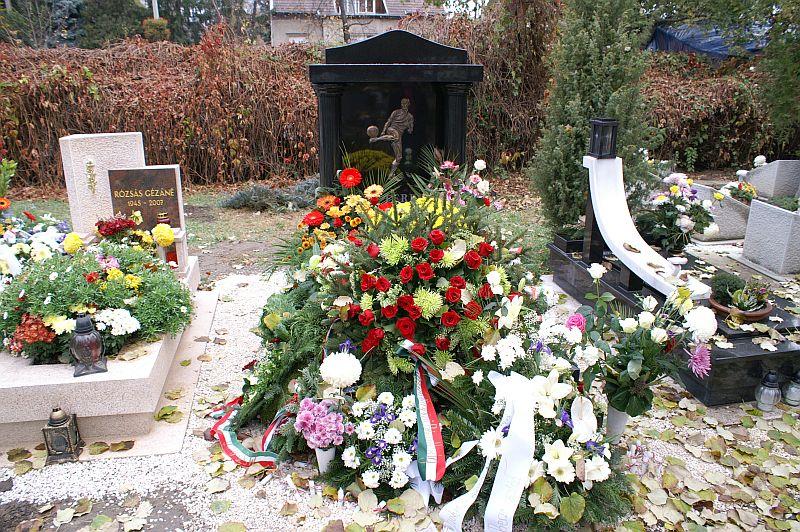
Tombe de Bene à Budapest.

Ferenc Bene, né le 17 décembre 1944 à Balatonújlak et mort le 27 février 2006 à Budapest, est un footballeur hongrois. International hongrois, il inscrit un total de 303 buts en championnat, en 417 matchs disputés sous le maillot de l'Újpest FC.

## Biographie

### En club
Avec le club de l'Ujpest Dozsa, il dispute un total de 28 matchs en Coupe d'Europe des clubs champions, inscrivant 15 buts. Le 15 septembre 1971, il inscrit un triplé face à l'équipe suédoise de Malmö. Lors de l'année 1972, il inscrit deux doublés, face au FC Bâle, puis face au Celtic Glasgow. Il inscrit encore deux buts face au Levski Sofia en 1974, et enfin deux buts face au Benfica Lisbonne en 1975. 
Ferenc Bene atteint les demi-finales de la Coupe d'Europe des clubs champions en 1974, en étant battu par l'équipe allemande du Bayern Munich. Avec Ujpest, il atteint également les demi-finales de la Coupe d'Europe des vainqueurs de coupe en 1962, en étant battu par l'équipe italienne de la Fiorentina.
Il dépasse à 11 reprises le cap des 20 buts en championnat. Il réalise sa meilleure performance lors de la saison 1971-1972, où il inscrit 29 buts.
Son palmarès en club est impressionnant, avec 8 titres de champion de Hongrie, et 3 Coupes de Hongrie. Il est par ailleurs sacré cinq fois meilleur buteur du championnat.

### En équipe nationale
Avec l'équipe de Hongrie, il reçoit 76 sélections, et inscrit 36 buts (35 selon les sources) entre 1962 et 1979.
Il joue son premier match en équipe nationale le 14 octobre 1962 contre la Yougoslavie, et son dernier le 12 septembre 1979 face à la Tchécoslovaquie.
Il porte à 29 reprises le brassard de capitaine de la sélection hongroise. Le 5 juin 1966, il inscrit un doublé face à l'équipe de Suisse. Il inscrit un autre doublé en 1969 face au Danemark. En 1971, il inscrit trois nouveaux doublés : face à l'Autriche, face à la Norvège, et enfin face à Malte.
Ferenc Bene dispute les Jeux olympiques d'été de 1964 qui se déroulent à Tokyo. Lors du tournoi olympique, il inscrit un total de 12 buts, et se voit sacré champion olympique.
Il participe ensuite avec la Hongrie à la Coupe du monde 1966 organisée en Angleterre. Son bilan lors du mondial est de quatre matchs joués, pour autant de buts marqués.

## Carrière

### Carrière en club
- 1961-1978 :  Ujpest Dozsa
- 1978-1979 et 1983-1984 :  Volán FC
- 1981-1982 :  Sepsi 78
- 1984 :  Soroksári VOSE
- 1985 :  Kecskeméti SC

### Carrière internationale
- 76 sélections et 36 buts en équipe de Hongrie entre 1962 et 1979[10].
- Participe à la Coupe du monde de 1966 (4 matchs, 4 buts)
- Participe au Championnat d'Europe de 1964 (2 matchs, 2 buts) et au Championnat d'Europe de 1972 (1 match)
- Participe aux Jeux olympiques de 1964 (5 matchs, 12 buts)

## Palmarès

### Collectif
- Champion olympique en 1964 avec l'équipe de Hongrie
- Champion de Hongrie en 1969, 1970, 1971, 1972, 1973, 1974, 1975 et 1978 avec l'Újpest FC
- Vainqueur de la Coupe de Hongrie en 1969, 1970 et 1975 avec l'Újpest FC

### Individuel
- Meilleur buteur de la phase finale du Championnat d'Europe de 1964 avec 2 buts
- Meilleur buteur des Jeux olympiques de 1964 avec 12 buts
- Meilleur buteur du championnat de Hongrie en 1963 (23 buts), 1969 (27 buts), 1972 (29 buts), 1973 (23 buts) et 1975 (20 buts) avec l'Újpest FC